# Mariano Osorio
Mariano Osorio (Siviglia, 1777 – L'Avana, 1819) è stato un militare e politico spagnolo.
Fu governatore della Corona Spagnola in Cile. È una delle figure fondamentali dell'Indipendenza del Cile, e soprattutto del periodo della Reconquista, dato che fu il comandante delle forze realiste che trionfarono nella battaglia di Rancagua e il penultimo governatore spagnolo fra il 1814 e il 1816.

## Carriera militare
Fin dalla giovinezza intraprese la carriera militare nella specialità di artiglieria. Si distinse durante l'invasione napoleonica della Spagna nel 1808. Nel 1812 fu trasferito a Lima come comandante generale di artiglieria e professore di matematica della Scuola Militare.

## Reconquista del Cile
Quando il viceré del Perù José Fernando de Abascal y Sousa disconobbe il Trattato di Lircay, conferì ad Osorio il comando della spedizione che riconquisterà il Cile. Il brigadiere Osorio e le sue truppe sbarcarono a Talcahuano, da dove avanzarono verso il nord riconquistando i territori cileni. L'ultimo scontro ebbe luogo il 1º e il 2 ottobre 1814, con la battaglia di Rancagua, in cui Osorio e l'esercito spagnolo sconfissero le truppe indipendentiste del generale Bernardo O'Higgins. Dopo la vittoria Osorio entrò trionfante a Santiago del Cile.

## Governatore del Cile
Dopo la battaglia di Rancagua Mariano Osorio assunse il governatorato. Restaurò l'antico regime e tutte le sue istituzioni. Nello stesso modo abolì tutte le nuove istituzioni che erano state instaurate dagli indipendentisti nel periodo della Patria Vieja. Osorio, sebbene abbia ordinato la deportazione all'arcipelago Juan Fernández di un centinaio di indipendentisti di spicco, volle condurre consapevolmente un governo di riconciliazione fra le fazioni in lotta (indipendentisti e realisti); a tale scopo ordinò al tribunale incaricato di giudicare i sospetti indipendentisti di applicare la massima clemenza. Si distinse anche per uno spiccato senso dell'umorismo che contribuì a rasserenare il violento ambiente dell'epoca; in questo senso, è celebre una sua frase, in risposta ad una petizione di un facoltoso abitante di Santiago, un tale Juan Luco y Aragón, che chiedeva l'esenzione dalle tasse che gli era stata concessa in precedenza; Osorio scrisse in calce alla petizione: "Como Luco y Aragón, libre de Contribución-Como vecino y pudiente, pagará al día siguiente".
In ogni caso, non ebbe il pieno controllo della situazione del suo governatorato. Il reggimento Talaveras de la Reina, comandato dal capitano Vicente San Bruno, angariava con violenza molti indipendentisti, contribuendo a gettare cattiva luce sul governo spagnolo e provocando il passaggio alla causa nazionalista dei moderati.
Nel 1816, il viceré del Perù scrisse in un giornale di Lima, che Vicente San Bruno aveva avuto il ruolo principale nella reconquista del Cile. Osorio si offese e scrisse una lettera al giornale smentendo il suo superiore e attribuendosi il merito del trionfo dei realisti. Provocò così l'ira del Viceré, che lo destituì e nominò al suo posto Casimiro Marcó del Pont.

## Maipú e i suoi ultimi giorni
Nel 1817 il generale Bernardo O'Higgins, aiutato dal generale argentino José de San Martín invase la Capitaneria generale del Cile con un esercito formato dalle truppe che fuggirono dal Cile in Argentina all'indomani della battaglia di Rancagua e da altri soldati reclutati in Argentina. Le truppe riuscirono a liberare il Cile dalla dipendenza dalla Corona spagnola e lo resero una repubblica indipendente. Tuttavia la Corona spagnola non riconobbe subito l'indipendenza del Cile e ordinò una nuova spedizione comandata da Mariano Osorio.
Osorio alla testa delle sue truppe sbarcò nuovamente a Talcahuano. Come nel 1814 avanzarono verso nord e sorpresero le forze indipendentiste dell'Esercito delle Ande e del novello esercito del Cile nella battaglia di Cancha Rayada, il 19 marzo 1818. Osorio inseguì le truppe degli indipendentisti, che tuttavia riuscirono a riorganizzarsi e vinsero definitivamente i realisti nella battaglia di Maipú. Mariano Osorio riuscì a ritirarsi con alcuni collaboratori a Lima, dove fu giudicato come responsabile della sconfitta. Fu assolto e intraprese il viaggio di ritorno alla sua terra natale, durante il quale si ammalò di malaria. La morte lo colse all'Avana nel 1819.